# داريوس فورميلا
داريوس فورميلا (بالبولندية: Dariusz Formella)‏ (21 أكتوبر 1995 بغدينيا في بولندا - ) هو لاعب كرة قدم بولندي في مركز الهجوم. شارك مع منتخب بولندا تحت 17 سنة لكرة القدم ومنتخب بولندا تحت 18 سنة لكرة القدم ومنتخب بولندا تحت 19 سنة لكرة القدم. أما مع النوادي، فقد لعب مع أركا غدينيا ولخ بوزنان.

## وصلات خارجية
- داريوس فورميلا على موقع قاعدة بيانات كرة القدم.إي يو (الإنجليزية)
- داريوس فورميلا على موقع Soccerway.com (الإنجليزية)
- داريوس فورميلا على موقع AS.com (الإسبانية)